# Прокопјевск
Прокопјевск (рус. Прокопьевск) град је у Русији у Кемеровској области. Према попису становништва из 2010. у граду је живело 210.150 становника.

## Становништво
Према прелиминарним подацима са пописа, у граду је 2010. живело 210.150 становника, 14.447 (6,43%) мање него 2002.
| 1939.   | 1959.   | 1970.   | 1979.   | 1989.   | 2002.   | 2010.   |
| ------- | ------- | ------- | ------- | ------- | ------- | ------- |
| 107.287 | 281.958 | 274.485 | 266.167 | 273.838 | 224.597 | 210.130 |